# Orden vom Glänzenden Stern

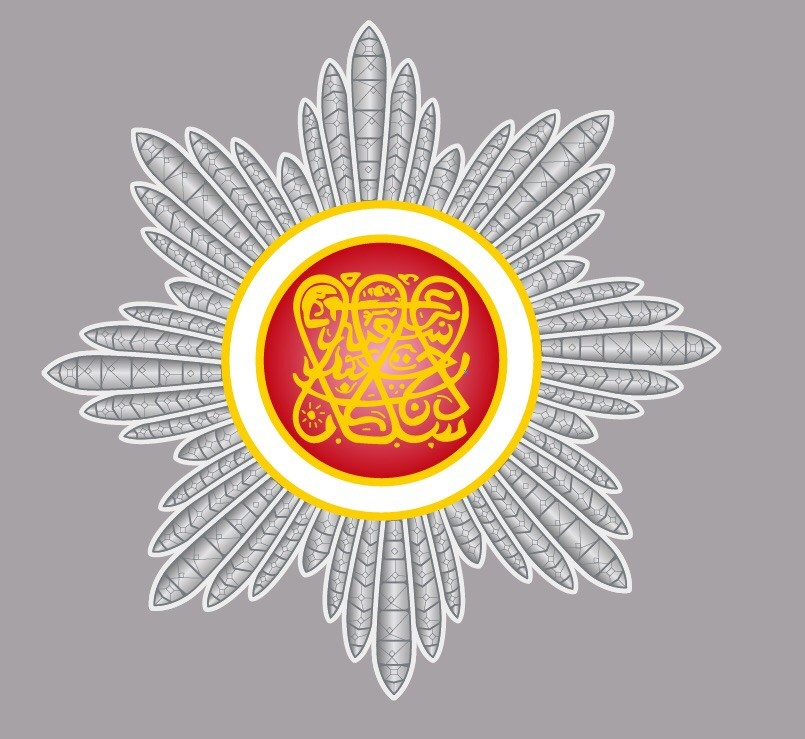
Orden vom glänzenden Stern

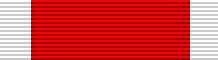
Ordensband

Der Orden vom glänzenden Stern bzw. nach den deutschen Ranglisten Orden „Der strahlende Stern“ (El kaukeb ed dorri, engl.: Order of the Brilliant Star of Zanzibar) war ein Verdienstorden, der von Sultan Barghasch ibn Sa‘îd (1837–1888) von Sansibar am 22. September 1875 gestiftet wurde. Verliehen wurde er für Dienste am Staat und für Treue zum Sultan. Auch zahlreiche Offiziere der Kaiserlichen Schutztruppe wurden vom Sultan mit diesem Orden bedacht.

## Ordensklassen
Der Orden hatte zwei Klassen, wobei die niedere Klasse in vier Stufen gegliedert war.

## Ordensdekoration
Die Dekoration war ein fünfarmiges Ordenskreuz mit kleinen goldenen Kugeln an den Enden besetzt.
Das rote Emaille-Kreuz hatte einen weißen Rand. In den Winkeln der Arme sind Teile des grünemaillierten Lorbeerkranzes zu sehen, auf dem die Auszeichnung aufliegt. Alles ist unterhalb eines goldenen Lorbeerkranzes mit Tragering durch eine goldene Schleife miteinander verbunden.
Das rund Mittelschild der Vorder- und Rückseite ist durch einen weißen Reif eingefasst. Auf roter Emaille war goldfarben das verschlungene Monogramm des Sultans in arabischer Schrift dargestellt: Said Bargasch Bin Seyd Bin Sultan.

## Ordensband
Das Band war rot und hatte an beiden Seiten einen weißen Streifen.

## Trageweise
- Die 1. Klasse trug der Sultan selbst und hielt diese nur für die sogenannten gekrönten Personen bereit.
- Der erste Grad der zweiten Klasse trug das Band über die rechte Schulter nach der linken Hüfte und zusätzlich einen silbernen Stern auf der linken Brustseite. Der Ordensstern hatte das gleiche Mittelschild wie die Auszeichnung.
- Die zweite Grad bestand nur aus dem Zusatzstern, der aber auf der rechten Brustseite getragen wurde.
- Für die zweite Klasse dritten Grades war das Ordenskreuz kleiner und auf der linken Brustseite getragen.
- Der niedrigste Grad hatte eine silberne Medaille mit dem Namenszug des Sultans in rechteckiger Form mit gerundeten Ecken.

## Bekannte Ordensträger
- Hermann von Wissmann (II. Klasse, 1. Stufe)
  - vom Sultan von Sansibar erhielt er auch einen Ehrensäbel desselben, den er mit Erlaubnis des Kaisers zur preußischen Uniform tragen durfte.
- Rochus Schmidt
- 1956: Margaret, Countess of Snowdon
- 1957: Karim Aga Khan IV.
- 1963: Philip, Duke of Edinburgh